# Eubalichthys quadrispinus
Eubalichthys quadrispinus és una espècie de peix de la família dels monacàntids i de l'ordre dels tetraodontiformes.

## Morfologia
- Els mascles poden assolir 40 cm de longitud total.[3][4]

## Hàbitat
És un peix marí, de clima subtropical i demersal que viu entre 135-165 m de fondària.

## Distribució geogràfica
Es troba a Austràlia: sud d'Austràlia Occidental i Austràlia Meridional.

## Observacions
És inofensiu per als humans.